# Абросимов, Борис Захарович
Борис Захарович Абросимов (1922—1980) — инженер-механик-технолог по аппаратостроению, специалист в области нефтезаводского оборудования. Лауреат Государственной премии СССР в области техники (1970).

## Биография
На 1941 год — слесарь штамповального завода Фрунзенского Районного промышленного треста.
Участник Великой Отечественной войны. В 1941—1942 годах — сержант 1-й Гвардейской танковой бригады.
В 1943—1947 годах учился в Московском нефтяном институте им. И. М. Губкина.
В 1947—1955 годах работал инженером, старшим инженером, главным инженером проекта отдела арматуры Гипронефтемаша.
В 1955—1957 годах — инженер-приёмщик, старший инженер приёмщик Минвнешторга ВО «Машиноимпорт».
С 1957 по 1963 год был главным инженером проекта, начальником сектора вспомогательного оборудования, начальник отдела — заместитель главного химика по оборудованию Гипронефтемаша (с 1971 года — ВНИИнефтемаш).
В 1963—1965 годах являлся заместителем начальника Управления по развитию насосного и арматурного машиностроения Госкомитета по химическому и нефтяному машиностроению при Госплане СССР.
С 1965 по 1976 годы был снова в Гипронефтемаше (с 1971 года — ВНИИнефтемаш), уже как заместитель директора по научно-исследовательской работе в нефтезаводской части.
С 1976 года — заместитель директора по научной работе Всесоюзного научно-исследовательского и проектно-конструкторского института по комплексным технологическим линиям Управления по поставкам комплектных технологических линий, установок и агрегатов.

## Публикации
- Автор 46 статей, брошюр, 25 авторских свидетельств, среди которых:
  - Абросимов Б. З., Шмеркович В. Н. Совершенствование конструкций и внедрение аппаратов воздушного охлаждения в народном хозяйстве страны. М.: ЦИНТХИМНЕФТЕМАШ, 1970 г. — 89 с.
  - Лебедев Ю. Н., Шейман В. Л., Абросимов Б. З. Выбор оптимальной конструкции контактных устройств на основе технико-экономических показателей.- Теория и практика ректификации: Тезисы доклада III Всесоюзная конференция по теории и практике ректификации — Северодонецк, 1973 — с. 53-57

## Награды
- 1970 — Лауреат Государственной премии СССР в области техники — за создание и промышленное внедрение высокопроизводительной установки первичной переработки нефти мощностью 6 млн т. в год[1].
- 1945 — Орден Славы III степени
- 1971 — Орден «Знак Почёта»

Девять медалей, среди которых:
- «За победу над Германией в Великой Отечественной войне 1941—1945 гг.» (1945)
- «За доблестный труд в Великой Отечественной войне 1941—1945 гг.»
- «В память 800-летия Москвы» (1948), «За оборону Москвы» (1948) и др.

Четыре медали ВДНХ.